# Johann Ernst Anton von Schaffgotsch
Johann Ernst Anton von Schaffgotsch (* Juli oder Dezember 1675 in Börnchen, Fürstentum Schweidnitz; † 9. Juli 1747 in Prag, Königreich Böhmen), Freiherr von Kynast und Greiffenstein im Fürstentum Schweidnitz sowie Kaiserlicher Rat, Oberstlandkämmerer und Statthalter von Böhmen.

## Leben
Seine Eltern waren Johann Wilhelm von Schaffgotsch und dessen Ehefrau Eva Maria Freiin von Zedlitz.
Er wählte den Staatsdienst.
Im Jahr 1712 wurde er Präsident des Ober-Appellationsgerichts und 1717 Oberster Landrichter. 1721 wurde er Oberstlandrichter und 1734 Oberstburggraf von Böhmen. Für seine Verdienste erhielt er am 30. November 1739 den Orden vom Goldenen Vließ (Nr. 691).
Am 27. September 1696 erhielt er die Bestätigung des Freiherrenstands und am 15. Dezember 1703 den Grafenstand.
1724 gelangte er über seine Gemahlin Maria Elisabeth von Waldstein, die eine Nichte des Grafen Berthold Wilhelm von Waldstein war, an die Herrschaft Bad Bielohrad im Königgrätzer Kreis. Dort errichtete er die Allerheiligenkirche, die von Josef Kramolín ausgestaltet wurde.

## Familie
Johann Ernst Anton Graf Schaffgotsch heiratete am 21. Januar 1697 die Gräfin Maria Elisabeth von Waldstein (* 3. März 1679; † 23. Juli 1748). Der Ehe entstammten mehrere Kinder:
- Wenzel Ernst (* 17. September 1702; † 24. Februar 1753) ⚭ 1728 Gräfin Maria Anna von Althann (* 15. Juni 1712; † 21. September 1771)[6]
- Ernst Wilhelm (* 7. Januar 1704; † 21. Februar 1766) ⚭ 1728 Gräfin Maria Maximiliane von Götzen (* 2. März 1704; † 7. März 1772),[7] Eltern von Johann Prokop von Schaffgotsch
- Joseph Willibald (* 7. Juli 1706; † 23. Juli 1748)

⚭ 1736 Gräfin Maria Anna Barbara Waldstein-Wartenberg (* 27. Dezember 1715; † 27. Dezember 1742)
⚭ 1742 Gräfin Maria Franziska Wiežnik von Wiežnik (Věžník z Věžník) (* 6. Juli 1721; † 4. Oktober 1769), Eltern von Franz Ernst von Schaffgotsch
- Maria Barbara (* 11. Mai 1721; † 11. November 1789)

⚭ 1736 Graf Franz de Paula Gotthard von Schaffgotsch (* 23. April 1711; † 3. Mai 1738)
⚭ 1747 Hermann Jakob Czernin von und zu Chudenitz(* 1706/15; † 15. November 1784)
- Anton Joseph (* 16. November 1722; † 9. Juli 1773)